# Patricia Tallman

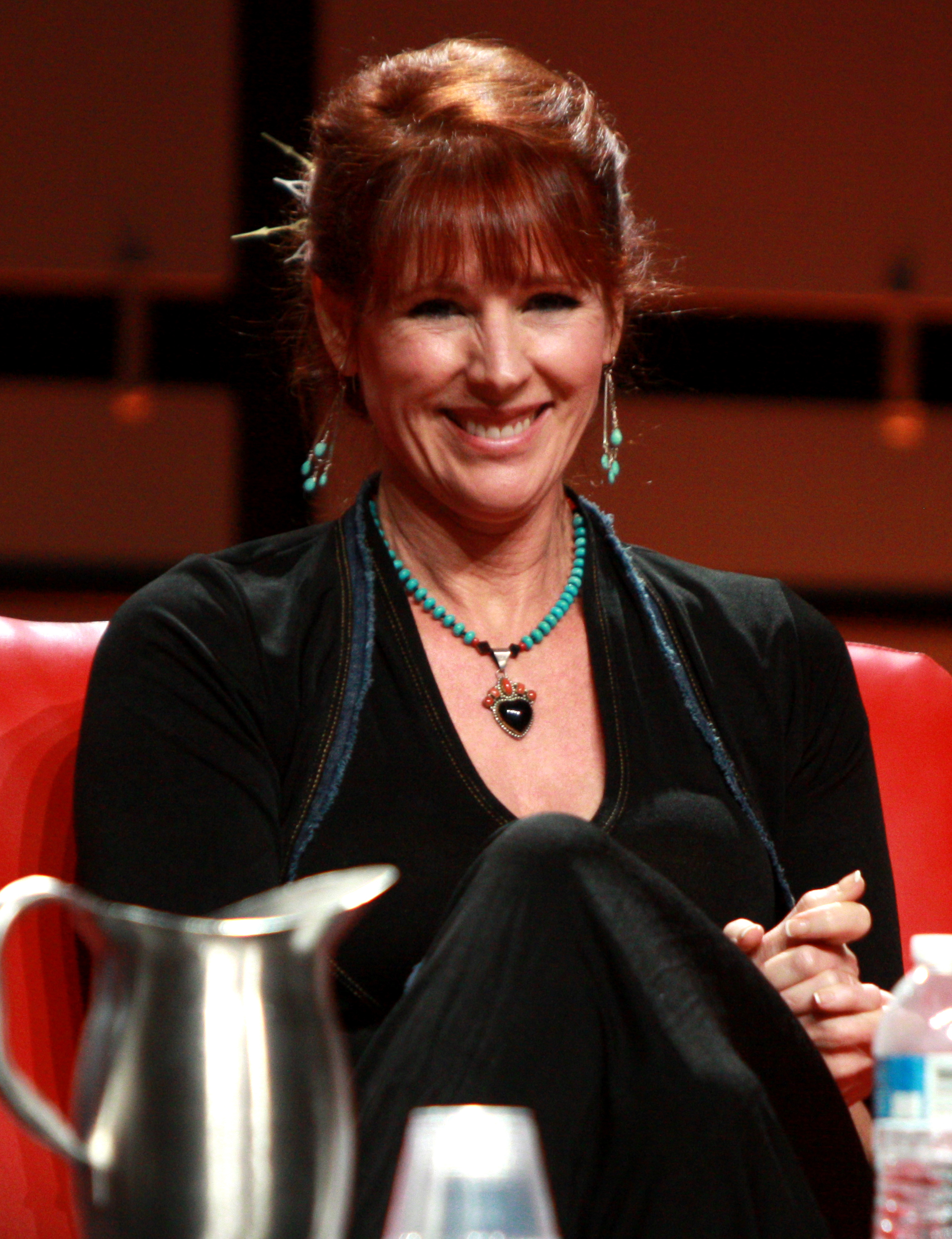
Patricia Tallman 2013

Patricia J. Tallman (* 4. September 1957 in Pontiac, Illinois) ist eine US-amerikanische Schauspielerin und Stuntfrau.

## Leben
Tallman sammelte bereits im Alter von 15 Jahren erste Schauspielerfahrungen am Red Barn Theatre in Michigan. Nach ihrem Collegeabschluss zog sie nach New York City.
Seit 1981 spielte sie viele hauptsächlich kleinere Rollen in Filmen und hatte einige Gastauftritte in TV-Serien. Als Stuntwoman drehte sie seit 1987 unter anderem Stunts für Laura Dern in Jurassic Park, Gates McFadden in Raumschiff Enterprise – Das nächste Jahrhundert, Hudson Leick in Der Chill Faktor und Geena Davis in Tödliche Weihnachten.
In dem Horrorfilm Die Rückkehr der Untoten (1990), Neuverfilmung von Die Nacht der lebenden Toten, spielte sie die Rolle der Barbara. 1992 stand sie als „She Bitch“ in Armee der Finsternis vor der Kamera.
Bekannt wurde sie hauptsächlich durch die Rolle der Lyta Alexander in der Science-Fiction-Serie Babylon 5 und Gastrollen in mehreren Star-Trek-Serien.
Sie war von 1999 bis 2008 mit dem Produzenten Jeffrey Willerth verheiratet, mit dem sie ein Kind hat.

## Filmografie (Auswahl)
- 1981: Knightriders – Ritter auf heißen Öfen (Knightriders)
- 1988: Der Affe im Menschen (Monkey Shines)
- 1990: Die Rückkehr der Untoten (Night of the Living Dead)
- 1992: Armee der Finsternis (Army of Darkness)
- 1993: Im Bann des Zweifels (Benefit of the Doubt)
- 1995–1998: Babylon 5 (Fernsehserie, 47 Folgen)
- 1997: Star Trek: Raumschiff Voyager (1 Folge)
- 1998: Babylon 5: Das Tor zur 3. Dimension (Babylon 5: Thirdspace)
- 2010: Castle (Fernsehserie, Folge 3x02 Er ist tot, sie ist tot)
- 2014: Criminal Minds (Fernsehserie, eine Folge)